# Gustavo Toranzo
Gustavo Ariel Toranzo (Quilmes, Argentina, 15 de septiembre de 1987) es un futbolista profesional argentino que juega como defensor y actualmente juega en Fénix de la Primera B

## Trayectoria
Surgido de las divisiones inferiores de Quilmes, debutó profesionalmente en 2007 con la camiseta de Arsenal. Con el club de Sarandí llegó a jugar la Copa Libertadores 2008. En su trayectoria integró además los planteles de San Martín de San Juan, Atlético Tucumán y Defensores de Belgrano en el fútbol argentino.
En 2009, tuvo un breve paso en Sportivo 2 de mayo de Paraguay, país que volvería a su bitácora a partir de 2013, cuando vistió la camiseta de Sportivo Carapeguá y luego la de General Díaz. Con este último disputó la Copa Sudamericana 2014, en la que tuvo su estreno goleador a nivel internacional, marcando un tanto en la victoria 2-1 sobre Cobresal en Luque. 
A fines de diciembre de 2014 estuvo cerca de ser fichado por Cobreloa, pero diferencias contractuales con la dirigencia hicieron imposible la llegada del defensor al club chileno. Una semana después, Toranzo fichó a préstamo por seis meses con Everton de la segunda categoría del fútbol chileno.
En 2016 volvió a Argentina para afrontar la segunda categoría con All Boys. Tras un breve paso por Flandria, también de la segunda división, el 3 de marzo de 2017 fue transferido al Club Atlético Platense.
Para la temporada 2019-20 de la Primera C, recala a Berazategui. En el club disputó un desempate contra Sportivo Barracas para evitar el descenso a la Primera D. Luego de obtener la salvación, obtiene la posibilidad de disputar el reducido ante Dock Sud, para ascender a la Primera B, pero terminan cayendo 2-1.
En el 2021 firma con Fénix para disputar la tercera categoría del fútbol argentino.

## Clubes y estadísticas
| Club                   | País      | Año       | PJ | Goles |
| ---------------------- | --------- | --------- | -- | ----- |
| Arsenal                | Argentina | 2006−2008 | 4  | 0     |
| 2 de Mayo              | Paraguay  | 2009      | 18 | 0     |
| San Martín (SJ)        | Argentina | 2010      | 18 | 0     |
| Arsenal                | Argentina | 2010      | 1  | 0     |
| Atlético Tucumán       | Argentina | 2011-2012 | 14 | 0     |
| Defensores de Belgrano | Argentina | 2012-2013 | 32 | 2     |
| Sportivo Carapeguá     | Paraguay  | 2013      | 20 | 3     |
| General Díaz           | Paraguay  | 2014      | 26 | 2     |
| Everton                | Chile     | 2015      | 15 | 0     |
| Sol de América         | Paraguay  | 2015      | 4  | 0     |
| All Boys               | Argentina | 2016      | 15 | 0     |
| Flandria               | Argentina | 2016      | 14 | 0     |
| Platense               | Argentina | 2017-2019 | 29 | 0     |
| Berazategui            | Argentina | 2019-2021 | 28 | 2     |
| Fénix                  | Argentina | 2021-act. | 3  | 0     |

- Fuente: Fichajes.com

## Palmarés

### Campeonatos nacionales
| Título    | Club     | País      | Año  |
| --------- | -------- | --------- | ---- |
| Primera B | Platense | Argentina | 2018 |

### Campeonatos internacionales
| Título            | Club    | Sede       | Año  |
| ----------------- | ------- | ---------- | ---- |
| Copa Sudamericana | Arsenal | Avellaneda | 2007 |